# 卜桦
卜桦（1973年4月—），自由艺术家，Flash《猫》的作者。

## 生平
1973年4月，卜桦出生在北京一个艺术家庭里，父亲卜维勤是画家，自幼开始学习绘画，1983年6月1日，中国邮政发行邮票《儿童画选》（特种邮票T86），卜桦的一幅儿童画《太阳小鸟花和我》入选。1985年，在香港艺术中心举办了卜桦壁挂展。1991年，卜桦进入北京中央美术学院装饰艺术学系， 1995年，卜桦毕业于中央美术学院，后赴荷兰艺术学院进修半年。1998年，卜桦回到北京。
2001年，卜桦接触到Flash这种艺术形式，后来便开始创作Flash动画。2002年6月至11月，卜桦的《猫》、《木偶戏》等作品传到网络上。由于卜桦的艺术根底，给人耳目一新的感觉。其中作品《猫》被称之为中国 Flash 作品的里程碑之一。
2005年12月，卜桦的Flash作品《一》入选第15届法国Les Nuits Magiques国际动画节，作为中国单元的开幕影片，并在该届动画节上开设卜桦作品专场及讲座、观众见面会。

邮票太阳小鸟花和我

## 作品

《木偶戏》中的画面

- Flash《猫》
- Flash《毛毛的夏天》
- Flash《生之爱》
- Flash《梦不是梦》
- Flash《心》
- Flash《无常》
- 绘本《猫》
- 绘本《智慧书》
- 绘本《补画郑渊洁》